# Pterolobium stellatum
Pterolobium stellatum är en ärtväxtart som först beskrevs av Peter Forsskål, och fick sitt nu gällande namn av John Patrick Micklethwait Brenan. Pterolobium stellatum ingår i släktet Pterolobium och familjen ärtväxter. Inga underarter finns listade i Catalogue of Life.